# Palazzo Rosselli del Turco
Ne doit pas être confondu avec Palazzo Borgherini-Rosselli del Turco.
Le Palazzo Rosselli Del Turco est situé via dei Serragli à Florence, en Italie.

## Histoire et description
La façade de l'immeuble est conçue dans le style baroque florentin typique, très sobre. Au centre de l'édifice se trouve le noble blason; cependant, il n'est pas de la famille de Rosselli del Turco. L'immeuble a été acquis en 1851 par le Chevalier de Luca Rosselli Del Turco (1826-1882), lorsqu'il épousa la Comtesse Vittoria Sassatelli di Imola, qui était le dernier descendant de la branche principale de cette maison historique. Leurs descendants ont ensuite été appelés “Rosselli del Turco Sassatelli”, et ont eu le palais en leur possession jusqu'en 1922.
Dans la cour de l'immeuble il y a un puits, une fontaine, et certains fragments de sculptures.
Dans un des couloirs menant à des niveaux en sous-sol, il y a des fresques du XIXe siècle, créés dans le style médiéval.
De la deuxième moitié du XIXe siècle à aujourd'hui, différents artistes ont eu des studios ou des espaces d'exposition dans le palais : les peintres William Page, Walter Gould et Karl Stengel, et les sculpteurs Alexander Galt, Henry Kirk Brown et Thomas Ridgeway Gould.
Pendant les années où Florence était la capitale de l'Italie (1865-1871), ce palais fut également le site de l'Ambassade des États-Unis d'Amérique.

## Autres vues

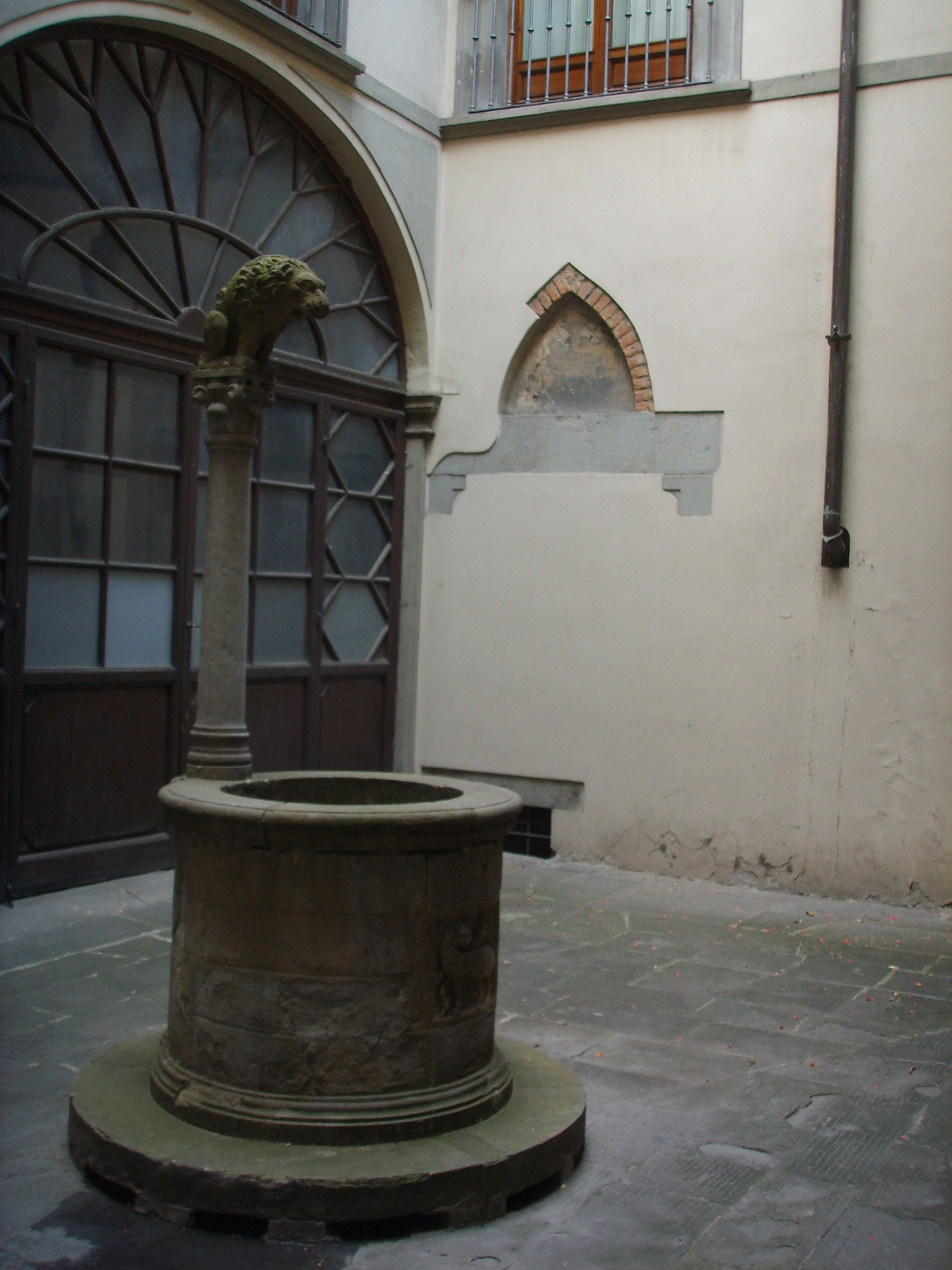
la cour, le puits
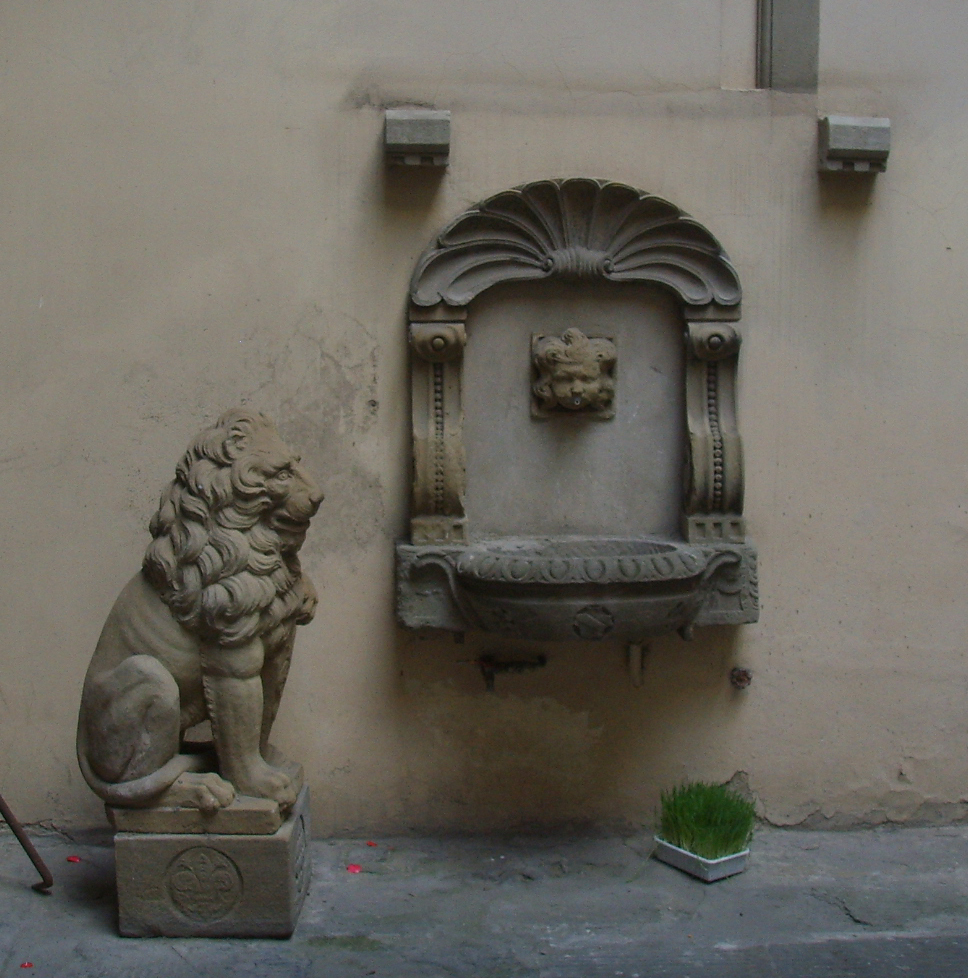
la cour, la fontaine et la Marzocco
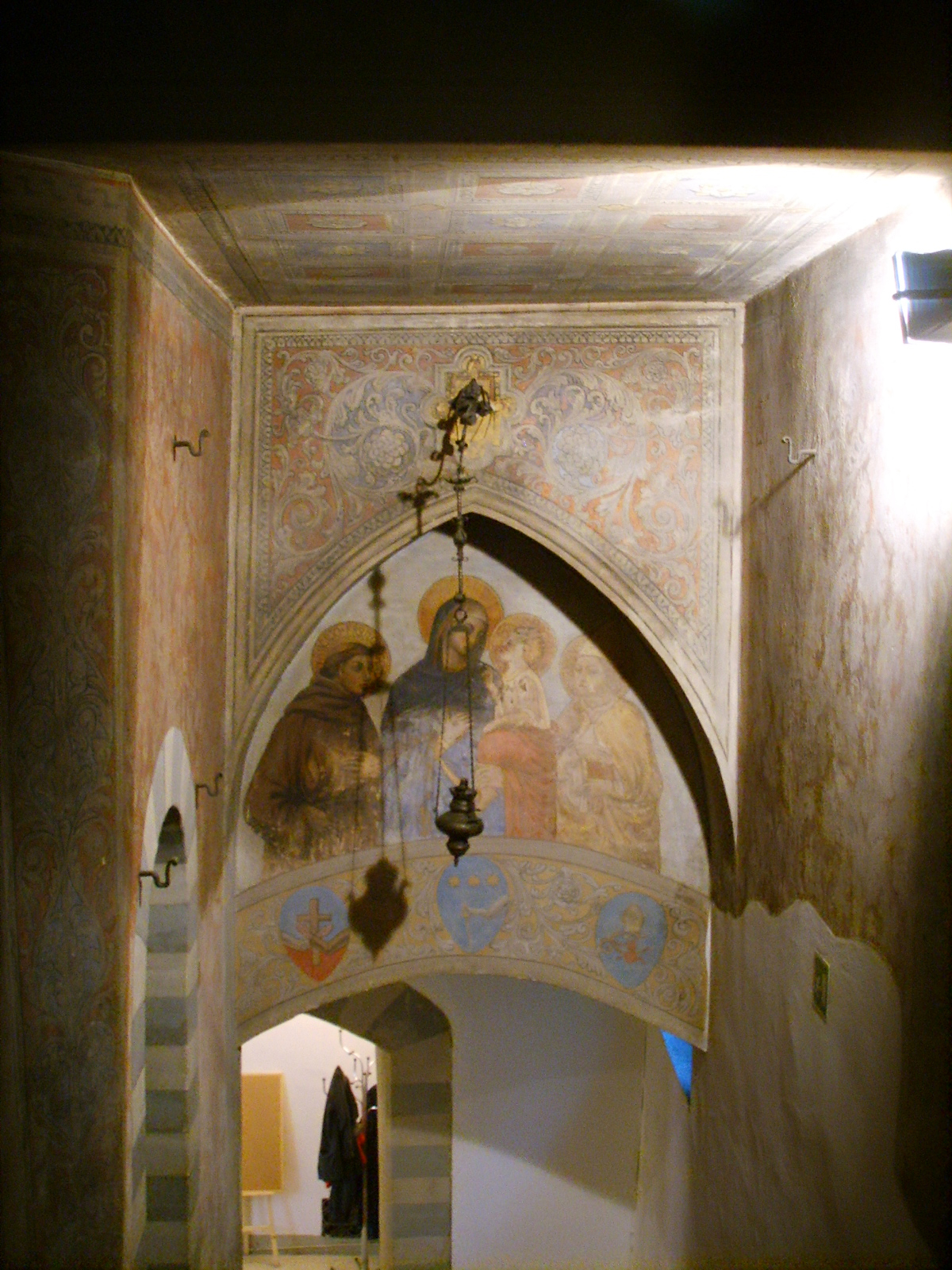
les fresques du couloir
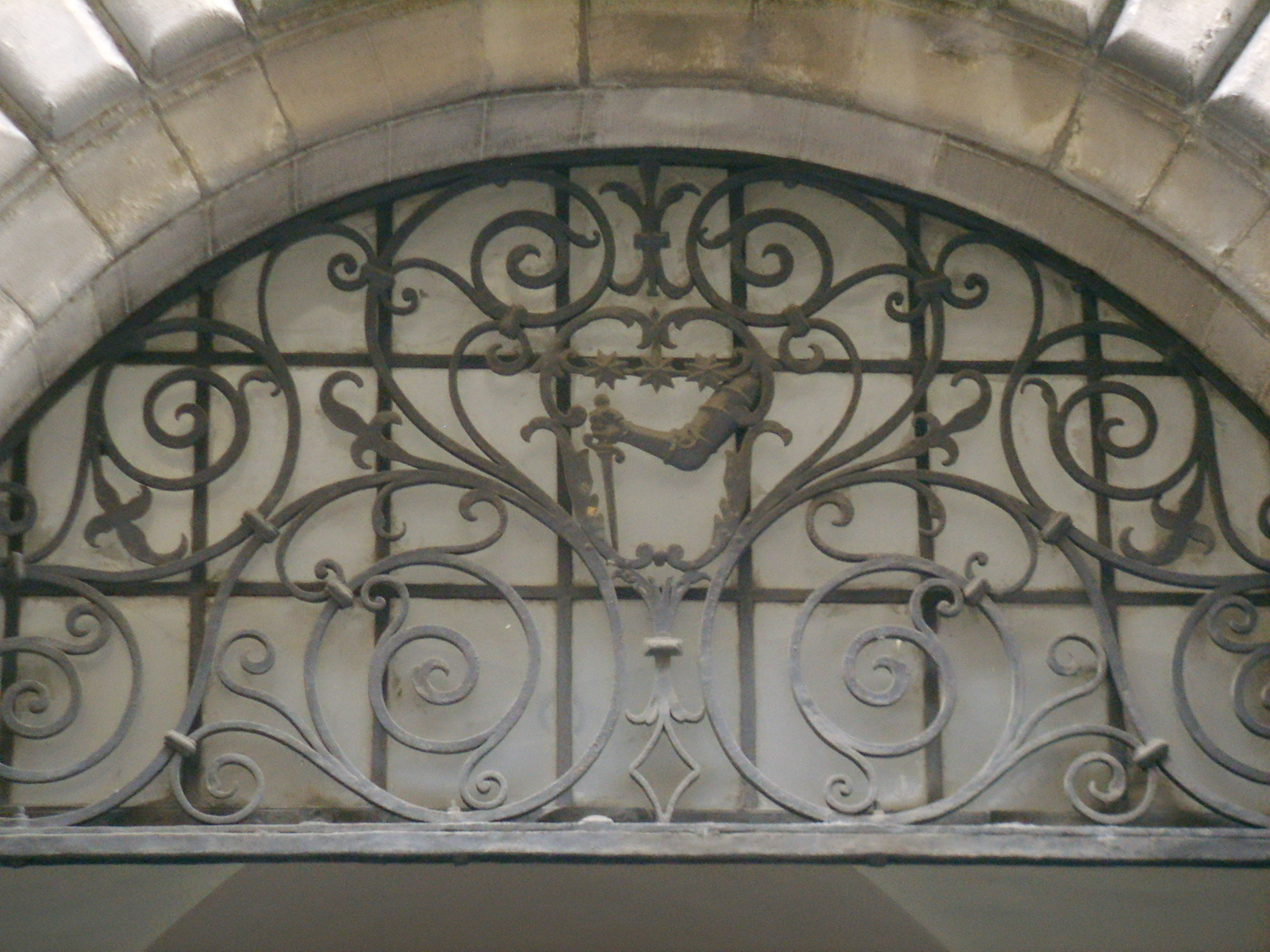
Imposte de l'entrée principale